# 伊尼亚齐奥·法布拉
伊尼亚齐奥·法布拉（義大利語：Ignazio Fabra，1930年4月25日—2008年4月13日），意大利男子摔跤运动员。他曾代表意大利参加1952年、1956年、1960年和1964年夏季奥林匹克运动会摔跤比赛，共获得二枚银牌。